# Sizwe Motaung
Sizwe Motaung (né le 7 janvier 1970 à Newcastle - mort le 16 août 2001) était un footballeur sud-africain. 
Il était l'arrière droit de l'équipe des Bafana Bafana (la sélection sud-africaine) qui a remporté la Coupe d'Afrique des nations 1996. Il a totalisé 49 sélections entre 1992 et 1997. Après avoir débuté à Leeds United dans la province du KwaZulu-Natal, Motaung a évolué au Jomo Cosmos puis à Tenerife, au FC Saint-Gall, aux Kaizer Chiefs et aux Orlando Pirates. Il est mort des suites du sida le 16 août 2001 à l'âge de 31 ans.